# Gusztáv Hámos
Gusztáv Hámos (* 1955 in Budapest) ist ein ungarischer Videokünstler.

## Leben und Werk
Gusztáv Hámos studierte an den Béla Balázs-Filmstudios in Budapest. 1979 emigrierte er nach Deutschland und studierte von 1980 bis 1985 an der Deutschen Film- und Fernsehakademie Berlin. Gábor Bódy, Veruschka Bódy, Astrid Heibach und Hámos arbeiteten an der ersten Ausgabe des internationalen Videokunst-Magazins Infermental.

## Ausstellungen (Auswahl)
Die Videos von Gusztáv Hámos wurden international gezeigt, unter anderem im Museum of Modern Art, New York; Neuer Berliner Kunstverein, Berlin; documenta 8, Kassel; Stedelijk Museum, Amsterdam; The Institute of Contemporary Art, Boston; Badischer Kunstverein, Karlsruhe; Centre Georges-Pompidou, Paris; Museo Reina Sofía, Madrid; San Francisco Museum of Modern Art; Ludwig Museum, Budapest; Montreal Film Festival; World Wide Video Festival, Amsterdam; Internationale Filmfestspiele von Cannes, Festival Internacional de Cine de San Sebastián, Ludwig Forum für Internationale Kunst Aachen, Kunsthaus Dresden, Haus für Medienkunst Oldenburg, Oldenburg.

## Auszeichnungen
- 1984: Marler Videokunst-Preis
- 1988: Artist in Residence, MoMA PS1